# Nick Cassavetes
Nick Cassavetes (en griego, Νικόλαος Δαβίδ Ρουλαντ "Νίκος" Κασσαβέτης) es un director y actor estadounidense, nacido el 21 de mayo de 1959, Nueva York. Es hijo del también actor y director John Cassavetes y de la actriz Gena Rowlands. Como actor, trabajó en Face/Off y en The Astronaut's Wife, entre otras. Como director, son obra suya películas como Alpha Dog, The Notebook, John Q y My Sister's Keeper. Actualmente trabaja en su más reciente proyecto titulado Traveling Love, cinta que se rodará en diferentes locaciones de México, principalmente en el estado de Sonora. 